# Caeliusstein

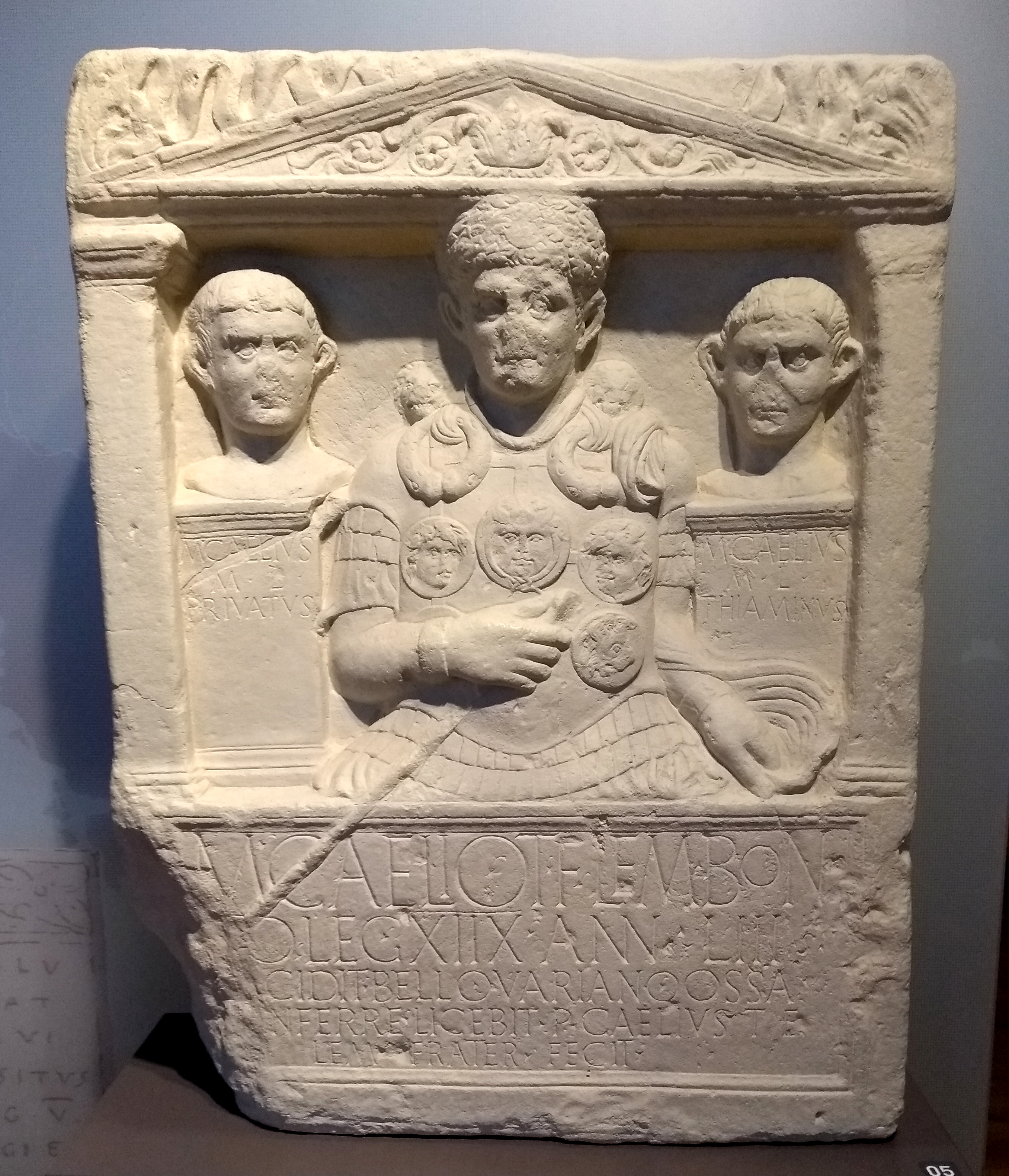
Grabstein des Marcus Caelius, Kopie im LVR-RömerMuseum Xanten

Als Caeliusstein (auch Grabstein des Marcus Caelius) wird ein römischer Grabstein bezeichnet, der für den römischen Offizier Marcus Caelius, einen Centurio der Legio XVIII, errichtet wurde. Dieser kam den Angaben in der Grabinschrift zufolge im Krieg des Varus (bello Variano) ums Leben. Damit stellt der Stein die bislang einzige eindeutige archäologisch-epigraphische Quelle für das Stattfinden von Kämpfen in der Germania magna, im Jahr 9 n. Chr. dar. Der Stein wurde in der frühen Neuzeit im Militärlager Vetera (in der Nähe von Xanten) aufgefunden und ist nach aktuellem Kenntnisstand der älteste römische Grabstein aus Deutschland. Aufgestellt wurde er durch den Bruder des Verstorbenen.

## Beschreibung des Grabsteins

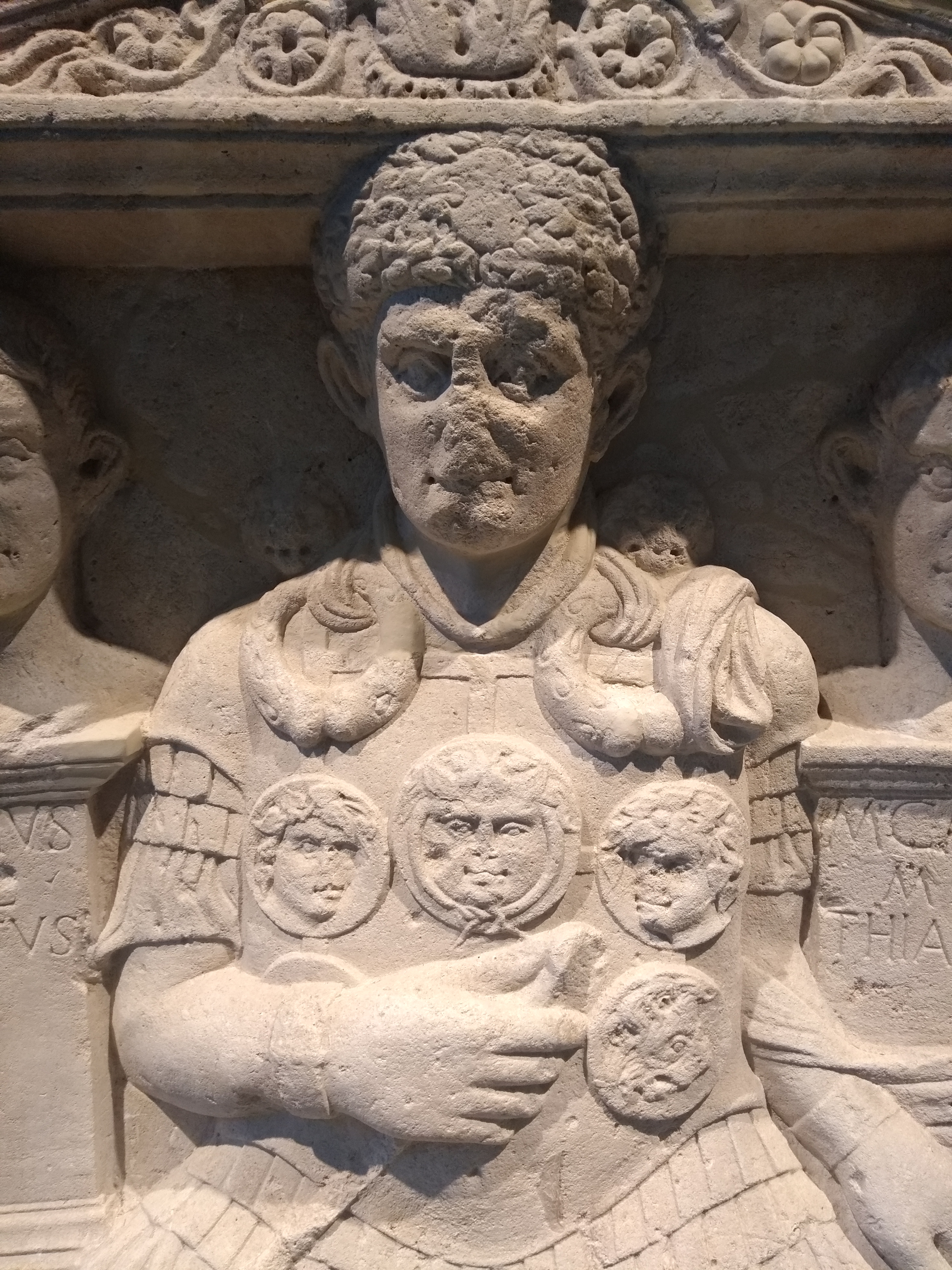
Detail des Caeliussteins: Darstellung des Centurios Marcus Caelius

Der Grabstein des Marcus Caelius ist von rechteckigem Format und hat heute eine Höhe von 1,27 m, eine Breite von 1,08 m und eine Tiefe von 18 cm. Die ersten, in den Jahren direkt nach der Auffindung angefertigten Zeichnungen des Objektes belegen jedoch, dass damals noch ein nicht verziertes Schaftende existierte und der Stein daher heute nur noch etwa drei Viertel seiner ursprünglichen Höhe hat. Von dem erhaltenen Teil des Steins ist unten links ein schmaler Teil abgesplittert, am rechten Teil ist ein Stück in moderner Zeit rekonstruiert worden. Der Grabstein teilt sich in einen oberen, etwas größeren Teil mit einer bildlichen Darstellung, und einen unteren, kleineren Teil mit der Grabinschrift.

### Bildfeld
Gestaltet ist die obere Hälfte als Ädikula, die Verzierung deutet also die architektonischen Bestandteil eines Tempels an: Ein Giebel und je ein Pilaster rechts und links rahmen das zentrale Bildfeld. Dieses zeigt einen Soldaten als Halbfigur in seiner vollen Uniform und all seinen militärischen Auszeichnungen: ordensartige Phalerae auf dem Brustpanzer, an den Handgelenken Armreife (Armillae), zwei Halsringe (Torques) an den Schultern und auf dem Kopf die Bürgerkrone (corona civica) als besondere militärische Ehrung. In der Hand hält er den Stock (vitis), einen Stab aus Rebenholz, als Zeichen seines Ranges. Die Figur soll den Verstorbenen, Marcus Caelius, darstellen. Flankiert wird er von seinen beiden freigelassenen Sklaven, deren Porträtbüsten seitlich auf kleinen Sockeln aufgestellt sind. Auf diesen Sockeln finden sich zwei kleine Inschriften mit den Namen der beiden Freigelassenen („M(arcus) CAELIVS L(ibertus) PRIVATUS“, also „Marcus Caelius Privatus, Freigelassener“, und „M(arcus) CAELIVS M(arci) L(ibertus) THIAMINVS“, also „Marcus Caelius Thiaminus, Freigelassener des Marcus“). Vermutlich kamen diese beiden Freigelassenen in der gleichen Schlacht zu Tode wie ihr ehemaliger Herr.
Hans G. Frenz kam nach einer stilistischen Analyse der bildlichen Darstellungen zu dem Ergebnis, dass der Bildhauer des Grabsteins aus der Heimat des Marcus Caelius und seines Bruders, nämlich aus Bononia (dem heutigen Bologna) stammte und demnach wohl eigens für die Anfertigung dieser Darstellung nach Germanien geholt worden war. Er scheint dort auch nur für diesen Auftrag geblieben und dann die Region wieder verlassen zu haben, da keinerlei vergleichbare Kunstwerke aus den Nordwestprovinzen des Römischen Reiches bekannt sind.

### Inschrift

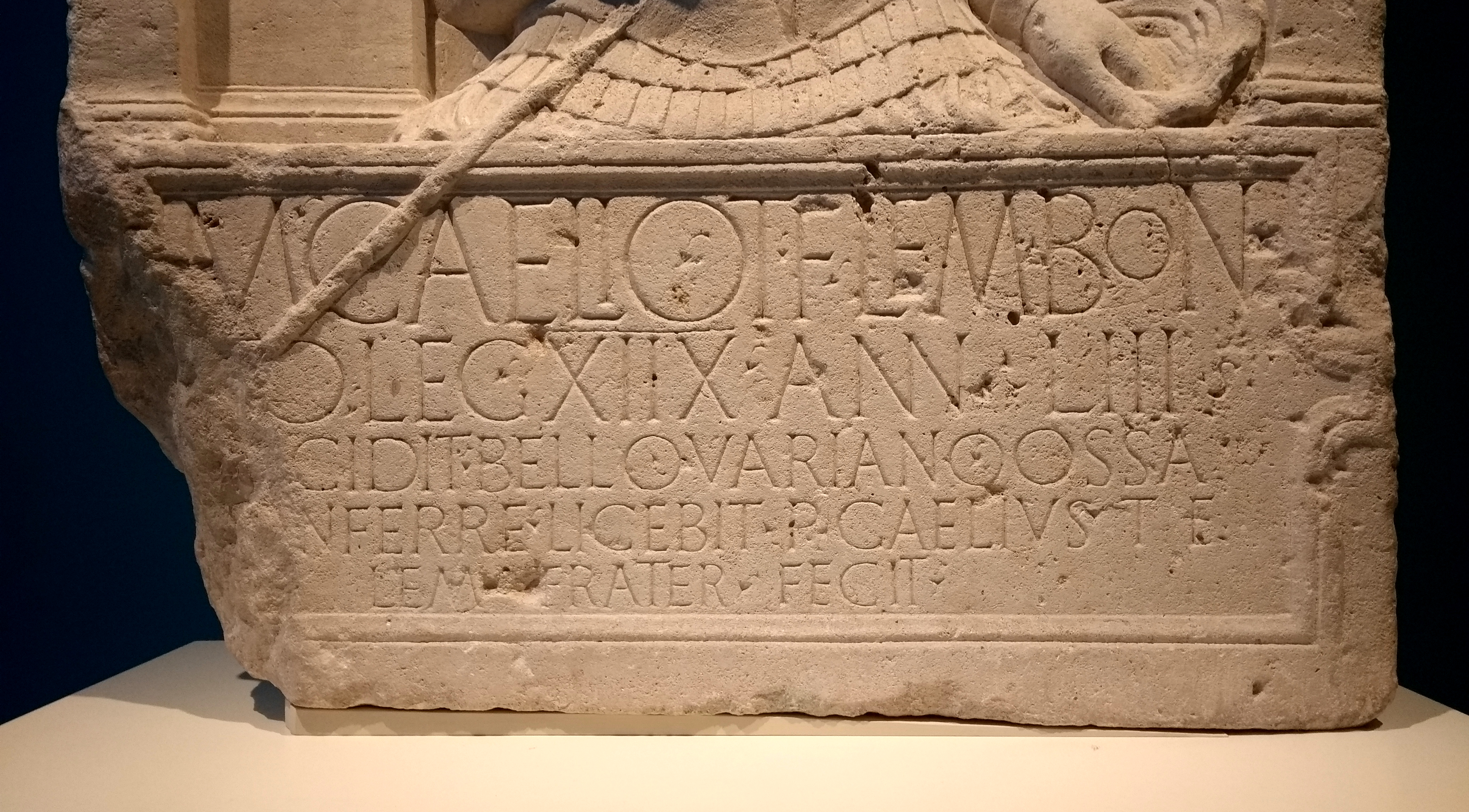
Detail des Caeliussteins: Grabinschrift

Den unteren, kleineren Teil bildet die Grabinschrift, die in der Form der sogenannten Tabula ansata eingerahmt ist. Der lateinische Text lautet (in Wiedergabe nach dem Leidener Klammersystem):
M(arco) Caelio T(iti) f(ilio) Lem(onia tribu) Bon(onia)
[I] o(rdini) leg(ionis) XIIX ann(orum) LIII s(emissis)
[ce]cidit bello Variano ossa
[i]nferre licebit P(ublius) Caelius T(iti) f(ilius)
Lem(onia tribu) frater fecit
Übersetzung der lateinischen Inschrift:
Für Marcus Caelius, Sohn des Titus, aus der Tribus Lemonia, aus Bononia, Centurio 1. Ordnung der 18. Legion, (der) 53 Jahre und ein halbes alt (wurde). Er ist gefallen im Krieg des Varus. Gebeine dürfen hier eingelegt werden. Publius Caelius, Sohn des Titus, aus der Tribus Lemonia, sein Bruder, hat (den Grabstein) gemacht.
Durch die Altersangabe von 53½ Jahren lässt sich das Geburtsjahr des Marcus Caelius ausgehend von seinem Tod in der Varusschlacht 9 n. Chr. auf etwa 45 v. Chr. datieren. Als sein Herkunftsort ist Bononia, das heutige Bologna, angegeben.
Die Regelung, dass die sterblichen Überreste des Toten noch nachträglich an der Stelle des Monumentes bestattet werden dürfen, findet sich wiederholt in antiken Inschriften. Sie deutet darauf hin, dass es sich nicht um einen Grabstein im engen Sinne, sondern ein Kenotaph (also ein „Scheingrab“) handelt. Vermutlich konnten die Gebeine des Toten nach der Varusschlacht nicht geborgen werden, sodass sein Bruder ein leeres Grab für ihn errichten musste. Abschließend geklärt ist die Bedeutung der Formulierung „ossa inferre licebit“ („Gebeine dürfen hier eingelegt werden.“) nicht. Eine Vermutung besagt, dass Publius Caelius an den Fall dachte, dass man den Leichnam seines Bruders doch noch auf dem Schlachtfeld finden und diese dann bei dem bereits aufgestellten Grabstein beisetzen könnte. Eine Alternativthese geht dagegen davon aus, dass das Gelände um die Inschrift für die Beisetzung beliebiger Knochen freigegeben wurde, um sie vor der Entweihung zu schützen: Das römische Recht sah nämlich vor, dass der Ort zu einem geheiligten Boden wurde, sobald sich dort Bestattungen befanden, und damit vor Überbauung geschützt war.
Der Stein wird oft als archäologischer Beweis für das Stattfinden der „Schlacht im Teutoburger Wald“ gewertet, allerdings wird diese in der zeitgenössischen Literatur als clades Variana (Niederlage des Varus) bezeichnet, nicht als bellum wie auf dem Stein.

## Fund- und Forschungsgeschichte
Der Grabstein des Marcus Caelius wurde 1620 am Fürstenberg zwischen Xanten und dem heutigen Stadtteil Birten gefunden; die genaueren Fundumstände sind aber nicht überliefert. 1663 wurde der Stein in das Grabmal des Fürsten Johann Moritz von Nassau-Siegen integriert, das dieser schon zu Lebzeiten bei Kleve errichten ließ. Sein dortiger Sarkophag war von einer halbrunden Mauer umgeben, in der römische Antiquitäten der Klever Antikensammlung aufgestellt wurden, neben anderen Inschriften und Reliefs sowie Keramik auch der Caeliusstein. Der Stein blieb dort bis 1792, als er, durch die Witterung und den Angriff der französischen Armee 1702 bereits beschädigt, wieder ins Klever Schloss verbracht wurde.
Seit 1820 befindet sich der Grabstein im Besitz der Universität Bonn und wurde 1893 nach Eröffnung dem Rheinischen Landesmuseum in Bonn als Dauerleihgabe übergeben. Dort ist der Stein bis heute zu besichtigen und trägt die Inventarnummer U 82.

Erste Darstellungen des Caelius-Steins in der Frühen Neuzeit
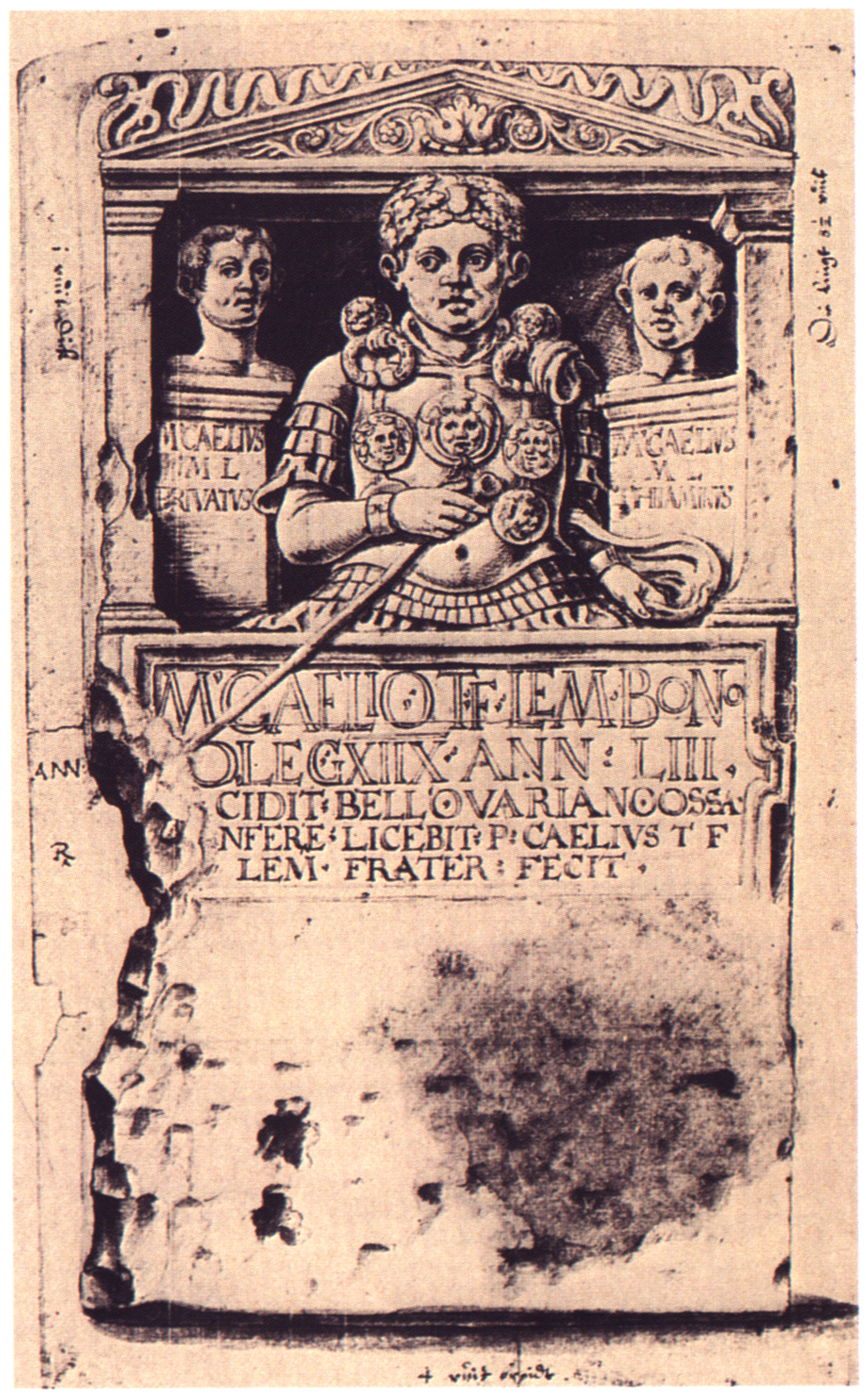
Bald nach 1620, Abbildung im Codex Pighianus (Staatsbibliothek Berlin)
Vor 1630, Chronik des Johannes Turck (Hauptstaatsarchiv Düsseldorf)
1721 in der 2. Auflage der Annales Cliviae des Werner Teschenmacher (Stadtarchiv Kleve)
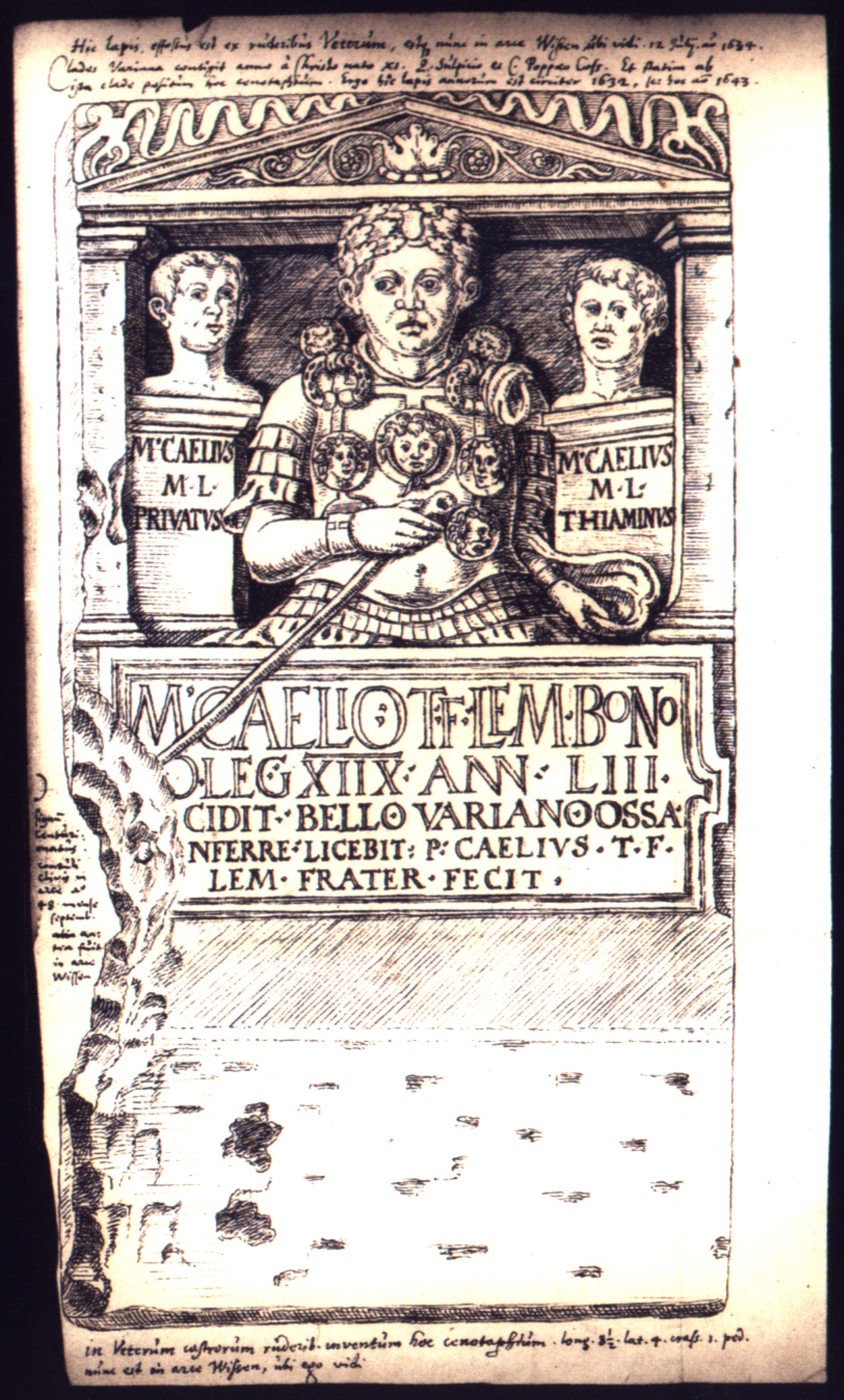
1643 in der Handschrift Roma Traiana des Hermann Ewich (Staatsbibliothek Berlin)